# Andreas Ekberg
Lars Christian Andreas Ekberg, född 2 januari 1985 i Malmö, är en svensk fotbollsdomare.
Ekberg började döma fotboll som 13-åring i Torns IF. 2001 började han döma i division 6 och division 7. 2004 blev han förbundsdomare och 2014 blev han proffsdomare på heltid. 
Ekberg började döma i Superettan 2007. När han i juli 2009 dömde en match mellan Gefle IF och Helsingborgs IF blev han den yngste domaren i Allsvenskan genom tiderna vid en ålder på 24 år, sex månader och 17 dagar. Ekberg blev utnämnd till Årets domare 2013. Han är sedan 2013 även FIFA-domare. I maj 2014 dömde Ekberg finalen i U17-EM samt i juli 2015 dömde han semifinalen i U-19 EM.
Ekberg dömde Atletico Madrid – Juventus i International cup på Friends Arena i Stockholm den 10 augusti 2019.